# Пси Гидры
Пси Гидры (лат. ψ Hydrae), 45 Гидры (лат. 45 Hydrae), HD 114149 — двойная звезда в созвездии Гидры на расстоянии приблизительно 229 световых лет (около 70,2 парсек) от Солнца. Видимая звёздная величина звезды — +4,934m.

## Характеристики
Первый компонент — оранжевый гигант спектрального класса K0III, или K0, или K1III. Масса — около 2,789 солнечной, радиус — около 10,306 солнечного, светимость — около 60,585 солнечной. Эффективная температура — около 4760 K.
Второй компонент — красный карлик спектрального класса M. Масса — около 149,3 юпитерианской (0,1425 солнечной). Удалён в среднем на 2,105 а.е..